# 塞埃拉帕利
塞埃拉帕利（Seerapalli），是印度泰米尔纳德邦Namakkal县的一个城镇。总人口11778（2001年）。

## 人口
该地2001年总人口11778人，其中男性5989人，女性5789人；0—6岁人口1100人，其中男589人，女511人；识字率62.89%，其中男性为71.23%，女性为54.26%。